# Bomolocha lysoalis
Bomolocha lysoalis är en fjärilsart som beskrevs av Walker 1859. Bomolocha lysoalis ingår i släktet Bomolocha och familjen nattflyn. Inga underarter finns listade i Catalogue of Life.